# Eckart Kroneberg
Eckart Kroneberg (* 10. Juni 1930 in Stünzhain; † 16. Februar 2013 in Berlin) war ein deutscher Schriftsteller.

## Leben
Nach dem Abitur 1948 absolvierte er eine Landwirtschaftslehre, die er abbrach. Von 1951 bis 1956 studierte er Theologie und Philosophie in Berlin. 1957 wurde er wissenschaftlicher Referent und Leiter des Evangelischen Forums für Literatur und Kunst in Berlin (West). 1961 erhielt er mit Christoph Meckel und Leopold Sievers den Julius-Campe-Preis für Literatur.

## Bibliografie
- Der Grenzgänger. Roman. 1963, OCLC 73512687.
- Malcolm Cowley: Literatur in Amerika. Eine Darstellung der literarischen Situation in den Vereinigten Staaten. 1963, OCLC 1283737669.
- Keine Scherbe für Hiob. Roman. 1964, OCLC 720200525.
- Hrsg.: Als ich fünfzehn war. Schriftsteller der Gegenwart erzählen. 1969, OCLC 1070992187.
- Zum Beispiel Marokko. Reisen durch ein Land der Dritten Welt. 1970, ISBN 3-492-01824-6.
- mit Alexander Koval: Professor Kappa. [1970], OCLC 74362036.
- Die Kraft der Schlange. Roman einer Flucht nach Indien. 1975, ISBN 3-492-02109-3.
- Buddha, Berlin-Wilmersdorf. Annäherungsversuche an den Vollerwachten. 1980, ISBN 3-596-23386-9.
  - Überarb. und erw. Neuausgabe als Buddha in der City. Achtsam leben im Alltag. Herder 1997, ISBN 3-451-04531-1.